# Dicranota caesia
Dicranota (Dicranota) caesia là một loài ruồi trong họ Pediciidae. Chúng phân bố ở vùng sinh thái Palearctic.